# Lijst van afleveringen van Doctor at Large
Dit is een lijst met afleveringen van de Engelse televisieserie Doctor at Large. De serie telt 1 seizoen. Een overzicht van alle afleveringen is hieronder te vinden.

## Seizoen 1
| Nr. | Titel Aflevering                        | Uitzenddatum UK   |
| --- | --------------------------------------- | ----------------- |
| 1   | Now Dr. Upton                           | 28 februari 1971  |
| 2   | You've Really Landed Me in It This Time | 7 maart 1971      |
| 3   | You Make Me Feel So Young               | 14 maart 1971     |
| 4   | Doctor Dish                             | 21 maart 1971     |
| 5   | Modernising Major                       | 28 maart 1971     |
| 6   | Congratulations - It's a Toad!          | 4 april 1971      |
| 7   | Change Your Partners                    | 11 april 1971     |
| 8   | Trains and Notes and Veins              | 18 april 1971     |
| 9   | Lock, Stock and Beryl                   | 25 april 1971     |
| 10  | Upton Sells Out?                        | 2 mei 1971        |
| 11  | Saturday Matinee                        | 9 mei 1971        |
| 12  | Where There's a Will...                 | 16 mei 1971       |
| 13  | Students at Heart                       | 23 mei 1971       |
| 14  | No Ill Feeling!                         | 30 mei 1971       |
| 15  | Let's Start at the Beginning            | 6 juni 1971       |
| 16  | It's All in the Mind                    | [13 juni 1971     |
| 17  | Cynthia Darling                         | 20 juni 1971      |
| 18  | A Little Help from My Friends           | 27 juni 1971      |
| 19  | Devon Is Lovely at This Time of Year    | 4 juli 1971       |
| 20  | Operation Loftus                        | 11 juli 1971      |
| 21  | Mother and Father Doing Well            | 18 juli 1971      |
| 22  | A Joke's a Joke                         | 25 juli 1971      |
| 23  | Pull the Other One!                     | 1 augustus 1971   |
| 24  | It's the Rich Wot Gets the Pleasure     | 8 augustus 1971   |
| 25  | Things That Go Mumps in the Night       | 15 augustus 1971  |
| 26  | Mr. Moon                                | 22 augustus 1971  |
| 27  | The Viva                                | 29 augustus 1971  |
| 28  | Bewigged, Bothered and Bewildered       | 5 september 1971  |
| 29  | A Situation Full of Promise             | 12 september 1971 |